# Simulium costalimai
Simulium costalimai är en tvåvingeart som beskrevs av Vargas och Ramón A. Palacios 1946. Simulium costalimai ingår i släktet Simulium och familjen knott. Inga underarter finns listade i Catalogue of Life.